# Та, Джонатан
Джонатан Глао Та (нем. Jonathan Glao Tah; родился 11 февраля 1996 года в Гамбурге, Германия) — немецкий футболист, защитник клуба «Бавария» и сборной Германии. Участник чемпионата Европы 2024.

## Клубная карьера
Джонатан начинал свою карьеру в довольно скромных немецких клубах «Конкордия фон 1907» и «Альтона 93», после чего перебрался в «Гамбург». За «Гамбург» он дебютировал 4 августа 2013 года в матче кубка Германии. В первой бундеслиге Джонатан дебютировал 24 августа 2013 года в матче против «Герты». С этого момента защитник занял прочное место в составе и регулярно выходит на поле.
В мае 2016 года Джонатан Та подписал контракт с «Байером» до 30 июня 2020 года. В феврале 2018 года Джонатан Та продлил контракт с клубом до 2023 года. В сентябре 2021 года продлил  контракт с клубом до 2025 года.
В сезоне 2023/24 помог клубу впервые выиграть чемпионат Германии, также он был включён в символическую сборную Бундеслиги.
9 июня 2025 года Та перешёл в мюнхенскую «Баварию», подписав с ней контракт на 4 года. Дебютировал за новый клуб 15 июня 2025 года в матче Клубного чемпионата мира против новозеландской команды «Окленд Сити», отличившись голевой передачей на Кингсли Комана.

## Карьера в сборной
Джонатан выступал за юношеские сборные Германии до 16 и до 17 лет.
8 июня 2016 года Та был вызван в состав сборной Германии на чемпионат Европы 2016 вместо травмированного Антонио Рюдигера.

### Матчи за сборную
| № | Дата            | Оппонент  | Счёт | Голы | Голевые передачи | Нарушения    | Минуты | Соревнование      |
| - | --------------- | --------- | ---- | ---- | ---------------- | ------------ | ------ | ----------------- |
| 1 | 26 марта 2016   | Англия    | 2:3  | —    | —                | —            | 45'    | Товарищеский матч |
| 2 | 31 августа 2016 | Финляндия | 2:0  | —    | —                | —            | 32'    | Товарищеский матч |
| 3 | 15 ноября 2016  | Италия    | 0:0  | —    | —                | Предупреждён | 45'    | Товарищеский матч |
| 4 | 15 ноября 2018  | Россия    | 3:0  | —    | —                | —            | 29'    | Товарищеский матч |

Итого: сыграно матчей: 4 / забито голов: 0; победы: 2, ничьи: 1, поражения: 1.

## Достижения

### Командные
«Байер 04»
- Чемпион Германии: 2023/24
- Обладатель Кубка Германии: 2023/24
- Обладатель Суперкубка Германии: 2024

«Бавария»
- Обладатель Суперкубка Германии: 2025

### Личные
- Золотая медаль Фрица Вальтера (лучший игрок до 19 лет): 2015[16]
- Входит в состав символической сборной Лиги Европы УЕФА (3): 2019/20[17], 2022/23[18], 2023/24[19]
- Входит в состав символической сборной Бундеслиги: 2023/24[20]
- Входит в состав символической сборной Бундеслиги по версии VDV: 2023/24[21]